# Ibrahim Maalouf
Ibrahim Maalouf (Arabisch: ابراهيم معلوف; Beiroet, 5 november 1980) is een Frans-Libanees trompettist, componist en arrangeur.
Aanvankelijk studeerde Maalouf exacte wetenschappen. Net als zijn vader, trompettist Nassim Maalouf, speelt hij trompet. Maurice André, de voormalige trompetleraar van zijn vader, moedigde hem aan om een professionele muziekcarrière na te streven. Maalouf volgde een klassieke opleiding en nam deel aan diverse wedstrijden. Hij ontwikkelde zich later tot jazz-trompettist met duidelijke invloeden uit de Arabische muziek. Dit komt vooral tot uiting in een speciaal ontworpen trompet met een extra ventiel, waarmee hij kwarttonen kan spelen, die kenmerkend zijn voor Arabische muziek. Deze trompet werd ontwikkeld door zijn vader. Volgens Maalouf past het spelen van kwarttonen goed bij jazzmuziek, die ook gebruikmaakt van de blue note. Hij gebruikt deze tonen vooral in improvisaties.
Maalouf is een neef van schrijver Amin Maalouf.

## Discografie
- Diasporas (2007)
- Diachronism (2009)
- Diagnostic (2011)
- Wind (2012)
- Illusions (2013)
- Yves Saint Laurent (2013) muziek bij de gelijknamige film van Jalil Lespert
- Au pays d'Alice (2014) in samenwerking met Oxmo Puccino
- Red & Black Light (2015)
- Kalthoum (2015)
- S3NS (2019)
- Queen of Sheba (2022) met Angélique Kidjo
- Capacity to Love (2022)
- Trumpets of Michel-Ange (2024)

## Hitnotaties

### Albums
| Album met eventuele hitnotering(en) in de Nederlandse Album Top 100 | Datum van verschijnen | Datum van binnenkomst | Hoogste positie | Aantal weken | Opmerkingen |
| ------------------------------------------------------------------- | --------------------- | --------------------- | --------------- | ------------ | ----------- |
| Wind                                                                | 2013                  | 13-04-2013            | 17              | 5            |             |
| Dia                                                                 | 2013                  | 20-07-2013            | 69              | 2            |             |
| Illusions                                                           | 2014                  | 01-02-2014            | 27              | 7            |             |

| Album met hitnotering(en) in de Vlaamse Ultratop 200 albums | Datum van verschijnen | Datum van binnenkomst | Hoogste positie | Aantal weken | Opmerkingen |
| ----------------------------------------------------------- | --------------------- | --------------------- | --------------- | ------------ | ----------- |
| Wind                                                        | 2013                  | 27-04-2013            | 74              | 5*           |             |

- Bibliothèque nationale de France: cb14071584n (data)
- Gemeinsame Normdatei: 1058896563
- International Standard Name Identifier: 0000 0000 0881 7497
- Library of Congress Control Number: no2011189623
- MusicBrainz: af575726-1437-4b53-b6e6-343bc5f16817
- Nationale Bibliotheek van Tsjechië: osa2015895327
- Nederlandse Thesaurus van Auteursnamen: 37144649X
- Système universitaire de documentation: 130939269
- Virtual International Authority File: 216516
- WorldCat: E39PBJvHcVTmJKgjPX7q6mvj4q